# Sistema neuroendócrino difuso
O Sistema Neuro-endócrino difuso (SNED) consiste em células do sistema nervoso central (SNC), sistema nervoso periférico (SNP) e praticamente todos os órgãos com o seguinte fenótipo em comum: habilidade de produzir aminas e péptidos biologicamente ativos que atuam como neurotransmissores, hormonas ou reguladores parácrinos.
O SNED reagrupa o antigamente designado sistema APUD em que se defendia que todas estas células se originavam a partir do tubo neural.

## Tipo Neural
Inclui:
- Medula da Supra-renal
- Paragânglios

## Tipo Epitelial
Inclui:
glândulas endócrinas separadas ou partes de:
- Adenohipófise
- Ilhéus de Langerhans
- Paratiróide
- Glândula Pineal

glândulas unicelulares incorporadas noutros tecidos epiteliais:
- Tracto Gastro-intestinal
- Fígado
- Células de Merkel (Pele)
- Células Parafoliculares (Tiróide)
- Glândulas Mamárias
- Sistema Urogenital (em ambos os sexos)
- Sistema Respiratório